# Jim Cramer
James Joseph Cramer (nascido em 10 de fevereiro de 1955) é um apresentador de televisão, autor e ex-gerente de fundos de cobertura nos Estados Unidos. Comanda o programa Mad Money na CNBC, onde dá dicas e análises sobre o mercado de ações, e também participa do Squawk on the Street, um noticiário matinal sobre economia e finanças. Além disso, ele é o fundador e coapresentador do CNBC Investing Club, um clube de investimento que orienta os investidores a construir riqueza a longo prazo no mercado de ações. É autor de vários livros sobre investimentos, entre eles Confessions of a Street Addict (2002), Jim Cramer's Real Money: Sane Investing in an Insane World (2005), Jim Cramer's Mad Money: Watch TV, Get Rich (2006) e Jim Cramer's Get Rich Carefully (2013).

## Biografia
Nasceu em 1955 na Pensilvânia e se graduou em governo pela Universidade Harvard e em direito pela Harvard Law School. Começou sua carreira no Goldman Sachs e depois se tornou um gerente de fundos de cobertura, fundador e sócio sênior da Cramer Berkowitz. Cofundou o TheStreet, um site de notícias financeiras que ele escreveu de 1996 a 2021. Foi coapresentador do Kudlow & Cramer de 2002 a 2005. Mad Money with Jim Cramer estreou na CNBC em 2005.